# Олимпийский комитет Малави
Олимпийский комитет Малави (англ. Malawi Olympic Committee) — организация, представляющая Малави в международном олимпийском движении. Основан и зарегистрирован в МОК в 1968 году.
Штаб-квартира расположена в Лилонгве. Является членом Международного олимпийского комитета, Ассоциации национальных олимпийских комитетов Африки и других международных спортивных организаций. Осуществляет деятельность по развитию спорта в Малави.